# Willy Rehberg

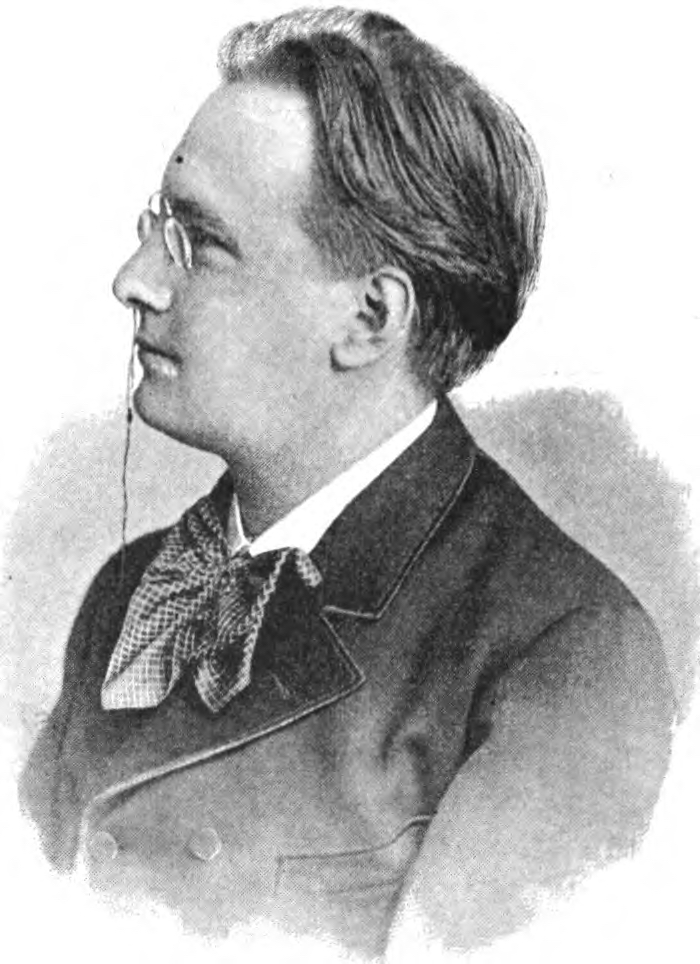
Willy Rehberg

Willy Rehberg (* 2. September 1863 in Morges; † 21. April 1937 in Mannheim) war ein Schweizer Pianist, Komponist und Musikpädagoge.

## Leben
Rehberg studierte an der Zürcher Musikschule bei Robert Freund, einem Schüler von Ignaz Moscheles und Franz Liszt, und am Leipziger Konservatorium, wo er dann Klavier unterrichtete. 1890 ging er an das Genfer Konservatorium und war dort unter anderem Lehrer von Emil Frey. 1907 wurde er Lehrer am Dr. Hoch’s Konservatorium in Frankfurt. Ab 1917 leitete er mit Max Welker die Städtische Hochschule für Musik und Theater in Mannheim. Von 1921 bis 1926 war er Direktor des Konservatoriums Basel, danach unterrichtete er bis 1933 wieder in Mannheim.
Vorwiegend für den Unterrichtsgebrauch gab Rehberg Klavierwerke von Georg Friedrich Händel, Johann Sebastian Bach, Ludwig van Beethoven, Wolfgang Amadeus Mozart, Max Reger, Jan Ladislav Dussek, Johann Nepomuk Hummel und Carl Reinecke heraus und arrangierte u. a. Mozarts 9. Klavierkonzert (KV 271) und Adolf Ruthardts La Soirée dansante. Auch besorgte er eine Ausgabe Josef Pischnas 60 Klavierübungen, im Verlag bei Ernst Eulenburg. Willy Rehberg war der Vater und erste Lehrer des Pianisten Walter Rehberg.